# Dungeons & Dragons: Čest zlodějů
Dungeons & Dragons: Čest zlodějů je americký fantasy film s komediálními prvky z roku 2023 režírovaný Jonathanem Goldsteinem a Johnem Francisem Daleym, kteří spolu s Michaelem Giliem napsali také scénář podle příběhu Chrise McKaye a právě Micheala Gilia. Film je založen na stolní fantasy hře na hrdiny Dungeons & Dragons. V hlavních rolích hrají Chris Pine, Michelle Rodriguez, Regé-Jean Page, Justice Smith, Sophia Lillis a Hugh Grant. Film sleduje příběh barda Edgina Darvise (Pine) a barbarky Holgy Kilgore (Rodriguez).
Produkce prošla různými fázemi vývoje od roku 2013, počínaje u Warner Bros. Pictures, poté co společnost vyhrála soudní spor proti Hasbro a Universal Pictures o filmová práva ke stolní hře Dungeons & Dragons. Následně projekt přešel k Paramount Pictures, kde se na něm pracovali různí scenáristé a režiséři, než se projekt dostal právě k Goldsteinovi a Daleymu. Natáčení začalo v dubnu 2021 na Islandu a později v Severním Irsku.
Film měl světovou premiéru na festivalu South by Southwest dne 10. března 2023 a do kin ve Spojených státech byl uveden 31. března společností Paramount. V České republice byl snímek uveden o den dříve, tedy 30. března 2023. Film získal pozitivní recenze od kritiků, kteří chválili herecké výkony, režii, vizuální efekty, scénář, hudbu, humor a celkový tón. Celosvětově utržil 208,2 milionu dolarů při rozpočtu 150 milionů.

## Děj
Před uvězněním sloužil bard Edgin „Ed“ Darvis jako Harpeník (fiktivní organizace ze světa stolní hry Dungeons & Dragons, kteří mají za úkol strážit mír), dokud jeho ženu nezabili Rudí mázi, které pomáhal zatýkat.
Ve společnosti barbarky Holgy Kilgore se Edgin pokusil začít nový život pro sebe a svou dceru Kiru tím, že se obrátil k loupení – nikdy však nikoho nezranili a brali jen těm, kteří to nejméně pocítí. Takto se spojil s amatérským kouzelníkem Simonem Aumarem, podvodníkem Forgesem Fitzwilliamem a jeho tajemnou známou Sofinou. Vše se ale změnilo, když při nájezdu na pevnost Harpeníků se Edgin pokusil ukrást „Tabulku znovuprobuzení“, aby mohl vzkřísit svou ženu, ale on a Holga byli chyceni, zatímco jejich komplicové uprchli.
Po dvou letech věznění v ledovém žaláři Revel's End se Edgin a Holga dostanou na svobodu a zamíří do města Neverwinter, kde zjistí, že se Forge stal místním lordem poté, co jeho předchůdce začal být záhadně nezpůsobilý k výkonu funkce. O Edginovu dceru Kiru se nyní stará Forge. Ten ji dokonce přesvědčil o tom, že za Edginovo uvěznění může jeho vlastní chamtivost. Vše se vysvětlí, když se ukáže, že Sofina je rudá čarodějka. Edgin a Holga jsou krátce na to zatčeni.
Sofina nařídí jejich popravu, ale Edgin a Holga uprchnou a rozhodnou se vykrást Forgeovu pokladnici a přivést Kiru zpět domů během nadcházejících Her Vysokého Slunce (High Sun Games). Získat taktéž chtějí tabulku znovuprobuzení, aby Kiru přesvědčili o své nevině a mohli tak vzkřísit Edginovu ženu. Vyhledají Simona, aby jim pomohl a díky němu do skupiny přiberou i Doric, druidku, jejíž lesní komunita bojuje proti nucenému kácení, které nařídil Forge.
Poté, co se Doric pomocí proměny změní na mouchu, pronikne do Forgeova hradu a zjistí, že trezor je chráněn magickou ochranou, kterou Simon nedokáže zrušit. Domnívá se, že by jim mohla pomoci magická relikvie zvaná „Přilba disjunkce“ (Helm of Disjunction). Skupina se tak vydává na hřbitov, aby se Holginých předků zeptala, kde ji najít. Simon pomocí talismanu na krátkou dobu oživuje mrtvé, aby mohli odpovědět na otázky skupiny. Oživené mrtvoly prozradí, že Helmu předali Xenkovi Yandarovi, paladinovi, který uprchl ze své země Thay poté, co rudý čaroděj Szass Tam proměnil její obyvatele v nemrtvou armádu.
Poté, co donutí Edgina přísahat, že jakoukoli získanou odměnu rozdělí mezi lid, Xenk skupinu provází Podtemnem, aby Helmu získali. Relikvii se jim podaří najít, ale napadnou je thaysští bojovníci vyslaní Sofinou. Xenk pomůže skupině uprchnout a zachrání je tak před obézním rudým drakem jménem Themberchaud, který na obě skupiny zaútočí. Poté se s hrdiny rozloučí.
Simon má potíže ovládnout sílu Helmy, a tak se skupina rozhodne pro alternativní plán – využít teleportační hůl k proniknutí do trezoru během her. Simon a Holga se do trezoru dostanou, ale zjistí, že místnost je prázdná a skrývá pouze magickou past. Sofina, převlečená za Kiru, přemůže Edgina, a tak je skupina zajata a nucena účastnit se her. Z těch se jim nakonec podaří uprchnout. Při úprku zjistí, že se Forge chystá uprchnout s lodí, která přetéká poklady. Skupina loď ukradne a úspěšně zachrání Kiru z Forgeových rukou.
Při útěku si uvědomí, že Sofina uspořádala hry proto, aby přilákala obrovský dav a proměnila ho v nemrtvou armádu pomocí stejné kletby, která zničila Thay. Skupina se tak vrátí, aby zachránila město, přenese ukradený Forgeův poklad z lodi pomocí teleportační hole a rozptýlí ho po městě, čímž přiláká lidi ze stadionu ven dřív, než Sofinino kouzlo začne působit.
Sofina – rozzuřená svým neúspěchem – zaútočí na skupinu. Simon zruší její kouzlo, což umožní Kiře použít přívěsek neviditelnosti, který jí Edgin a Holga dali jako dítěti, aby Sofině nasadila náramek potlačující magii. Přestože se tak skupině podaří Sofinu zneškodnit, Holga je smrtelně zraněna. Když si Edgin uvědomí, že svou ženu chtěl vrátit zpět hlavně kvůli sobě, zatímco Holga se stala skutečnou součástí jejich rodiny, použije tabulku nakonec k jejímu oživení.
Uzdravený starý lord Neverwinteru prohlásí skupinu za hrdiny království. Xenk pošle Forge do stejného ledového žaláře, odkud Edgin s Holgou na začátku filmu uprchli. Na rozdíl od této dvojice Forgeovi není věnována milost a uprchnout se mu nepodaří.

## Obsazení

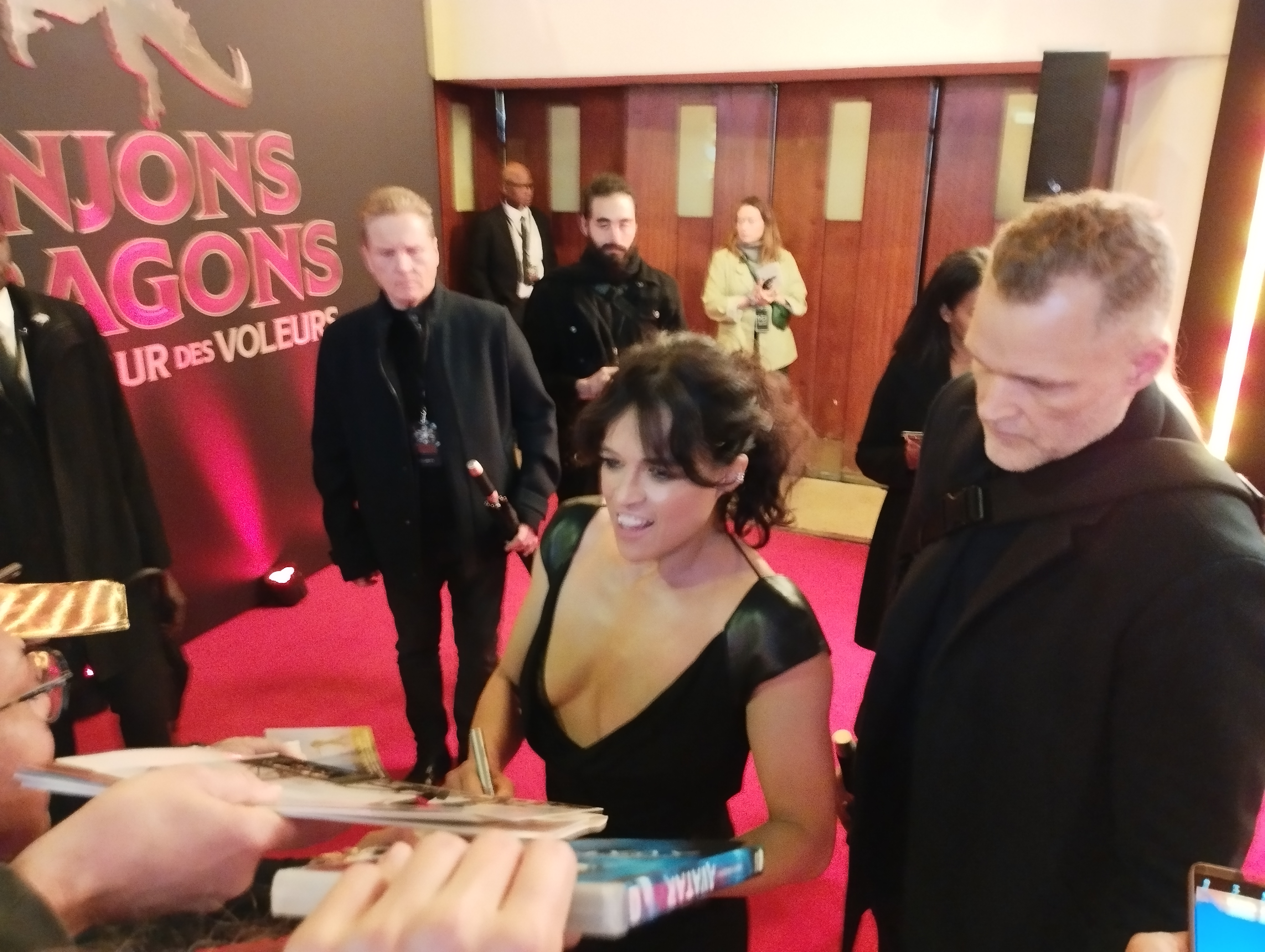
Michelle Rodriguez na předpremiéře filmu Dungeons & Dragons v Grand Rex v březnu 2023.

| Chris Pine         | Edgin „Ed“ Darvis – bard a bývalý člen Harpeníků. Po vraždě své manželky vychovával svou dceru Kiru spolu se svou přítelkyní Holgou. Po nepovedeném loupežném přepadení skončil s Holgou ve vězení, kde plánuje útěk v naději, že se znovu setká se svou dcerou. |
| Michelle Rodriguez | Holga Kilgore – barbarka, která byla vyhnána z kmene Uthgardt Elk za to, že se provdala za cizince. Vystupuje jako náhradní matka pro Kiru a je spolu s Edginem uvězněna.                                                                                        |
| Justice Smith      | Simon Aumar – půlelf a divokou magií nadaný kouzelník, který je potomkem Elminstera Aumara, slavného čaroděje. V minulosti byl romanticky odmítnut Doric. |
| Sophia Lillis      | Doric – tiefling a druidka vychovaná v lese Neverwinter Wood enklávou lesních elfů. Je členkou Smaragdové enklávy (Emerald Enclave) a zorganizovala odbojovou skupinu proti lordovi Neverwinteru, který se zaměřil na les „kvůli jeho zdrojům“.                  |
| Hugh Grant         | Forge Fitzwilliam – ambiciózní zloděj a podvodník. Bývalý člen Edginovy skupiny, který se staral o Edginovu dceru Kiru. Od Edginova uvěznění se stal lordem Neverwinteru, získal obrovské bohatství a přijímal rady od Sofiny.                                   |
| Regé-Jean Page     | Xenk Yendar – paladin, který jen těsně unikl „nástupu k moci“ licha Szasse Tama v Thayi a v důsledku toho „stárne pomaleji než běžný člověk“. |
| Daisy Head         | Sofina – rudá čarodějka z Thaye, která se specializuje na nekromancii a má „vazby na tyranskou magokracii Thaye“. |

## Produkce

### Předprodukce
V květnu 2013 společnosti Warner Bros. Pictures a Sweetpea Entertainment Courtneyho Solomona oznámily vznik filmu založeného na Dungeons & Dragons, přičemž scénář měl napsat David Leslie Johnson-McGoldrick a producenty se stali Roy Lee, Alan Zeman a Solomon. O dva dny později společnost Hasbro podala žalobu s tvrzením, že film Dungeons & Dragons již koprodukuje s Universal Pictures, přičemž scénář i režii má na starost Chris Morgan. V srpnu 2015, po výzvě americké okresní soudkyně, aby Sweetpea Entertainment a Hasbro spor o filmová práva urovnaly, byl film Warner Bros. připraven k předprodukci ve spolupráci s Hasbro. V březnu 2016 byl Rob Letterman v jednání o režii scénáře Johnsona-McGoldricka, jehož účast byla potvrzena v květnu 2016. V dubnu 2017 herec Joe Manganiello, vášnivý fanoušek Dungeons & Dragons, odhalil, že společně s Johnem Casselem napsal scénář k projektu a „jedná se všemi správnými stranami“, aby se film uskutečnil. Po dokončení scénáře spolupracoval Manganiello s Bradem Peytonem a Dwaynem Johnsonem, kteří byli oba v jednání o vývoji filmu.
V prosinci 2017, po různém stupni pokroku ve vývoji, byl film přesunut společností Hasbro k Paramount Pictures a premiéra byla naplánována na 23. července 2021. V únoru 2018 zahájil Paramount jednání s Chrisem McKayem a Michaelem Giliem – McKay měl film režírovat a Gilio napsat scénář. V březnu 2019 bylo odhaleno, že Gilio dokončil první návrh scénáře a vedoucí studia vyjádřili nadšení z projektu. Studio začalo vyjednávat s potenciálními herci, čímž začal proces obsazování. V červenci 2019 bylo oznámeno, že Jonathan Goldstein a John Francis Daley jednají o režii filmu. Goldstein a Daley se začali scházet se zástupci Paramountu poté, co Daley při rozhovoru s literárním agentem v sport baru v Sherman Oaks během zápasu mezi Chicago Cubs (Daley je jejich fanouškem) a Los Angeles Dodgers prozradil, že s Goldsteinem opustili režii filmu The Flash. Agent se zeptal, zda hledají novou práci, a následně kontaktoval Paramount, který jim předložil scénář k Dungeons & Dragons.

### Obsazení
V červnu 2016 probíhala jednání, aby si Ansel Elgort zahrál hlavní roli ve verzi filmu pod vedením režiséra Roba Lettermana. V prosinci 2020 byl do hlavní role nakonec obsazen Chris Pine. V únoru 2021 se k obsazení připojili Michelle Rodriguez, Justice Smith a Regé-Jean Page. V březnu téhož roku byli do obsazení přidáni Hugh Grant a Sophia Lillis, přičemž Grant byl obsazen do role hlavního padoucha. V dubnu se k hereckému obsazení připojila Chloe Coleman. V květnu byli obsazeni také Jason Wong a Daisy Head. Během postprodukce byl do filmu obsazen Bradley Cooper.

### Scénář
V lednu 2020 oznámili Goldstein a Daley, že společně napsali nový návrh scénáře. Nakonec byli jako autoři scénáře uvedeni Daley, Goldstein a Gilio, zatímco McKay a Gilio byli uvedeni jako autoři námětu. Film je zasazen do světa Forgotten Realms, kampaně ze hry Dungeons & Dragons. Goldstein uvedl: „Náš film se nebere přehnaně vážně, ale rozhodně to není parodie. Vzdává hold světu D&D a oslavuje ho, doufáme, že divákům nabídne poutavou a zábavnou jízdu.“ Daley uvedl, že mezi inspiracemi filmu byly například Princezna nevěsta, Monty Python a Svatý Grál, Pán prstenů a Indiana Jones. Struktura „Indiana Jonese“ podle něj připomíná jak průchod dungeony, tak žánr loupežný film, z něhož chtěli čerpat. Daley dále uvedl, že žánr loupeže je divákům známý, a proto slouží jako rámec pro „nezasvěcené“, aby pochopili, o co se postavy snaží, aniž by je zahltila složitá mytologie nebo množství vlastních jmen. Daley rovněž zdůraznil, že chtěl, aby byl film přístupný i těm, kdo nejsou obeznámeni se žánrem fantasy. Podle deníku The Austin Chronicle je základem většiny stolních kampaní skupina cizinců, která se spojí kvůli společnému cíli – právě tato tematická paralela mezi loupežnými filmy a fantasy hrami na hrdiny poskytuje společný jazyk i pro nováčky.
Goldstein poznamenal, že postavu kouzelníka ve filmu využili k tomu, aby se vypořádali s otázkou, proč magie nemůže „vyřešit všechny problémy“ — „vyprávění příběhu je téměř nemožné, pokud lze jakýkoli problém vyřešit kouzlem.“ Goldstein dále uvedl, že když s Daleym diskutovali o vizuálním ztvárnění filmu, rozhodli se, že nechtějí „dva lidi, kteří jen stojí s nataženýma rukama a jimž z dlaní vycházejí paprsky.“ Z toho důvodu film čerpá přímo z magického systému Dungeons & Dragons, kdy uživatelé magie kombinují fyzické komponenty a slovní zaklínání, aby vytvořili různé magické efekty. Justice Smith, který ztvárnil kouzelníka, uvedl, že spolupracoval s choreografem na vytvoření jedinečných gest pro každé kouzlo, přičemž do mnoha z nich začlenili skutečný znakový jazyk.

### Natáčení a vizuální efekty
Natáčení začalo začátkem dubna 2021 na Islandu s filmovým štábem čítajícím 60–70 lidí. Hlavní natáčení pokračovalo koncem téhož měsíce v Belfastu. Goldstein uvedl, že když herci dorazili do Severního Irska, „odehráli několikahodinovou partii D&D“ v rolích svých filmových postav, což „těm, kteří s hrou neměli zkušenosti, dalo rychlý přehled o tom, jak hra funguje a jak se postavy mezi sebou interagují“. Tato hra „také ovlivnila pohled režisérů na jednotlivé postavy“, přičemž Goldstein dodal: „Myslím, že jsme do filmu zapracovali některé věci, které jsme se během té hry naučili.“ Dne 19. srpna 2021 Daley oznámil, že natáčení bylo dokončeno. Na vizuálních efektech se podílely společnosti Industrial Light & Magic, Moving Picture Company a Crafty Apes.

## Hudba
Autorem filmové hudby je Lorne Balfe, který uvedl: „Dřív jsem hrával Dungeons & Dragons, takže když jsem se dozvěděl, že se ten film chystá, věděl jsem, že chci být součástí týmu.“ Dne 10. března 2023 vydala skupina Tame Impala pro film singl „Wings of Time“. Marisa Mirabal z IndieWire napsala, že „Balfe zvyšuje napětí jedinečnou kombinací vokálního chorálu a rytmických beatů, které podtrhují precizní kaskadérské scény. Hudba se stává samostatnou bytostí a je zcela odlišná od klidných, epických soundtracků jiných fantasy filmů. Balfe navíc výborně navazuje na bardovskou tradici postavy Pinea, když skládá písně, které jsou hravé, poetické a silně založené na smyčcových nástrojích.“ Soundtrack k filmu vyšel 31. března 2023 pod značkou Mercury Classics Soundtracks & Scores.
Dne 19. března Chris Pine a Michelle Rodriguez oznámili, že skladba „l’Emprise“ z alba Mylène Farmer se objeví na soundtracku ve francouzsky mluvících zemích. Doprovodné album bylo vydáno 23. června 2023 a obsahuje 14 skladeb inspirovaných světem hospod ve světě Dungeons & Dragons. Hudbu složil Lorne Balfe ve spolupráci s režiséry Jonathanem Goldsteinem a Johnem Francisem Daleym.

## Kritické ohlasy
Nicholas Barber, pro BBC, uvedl, že „fantasy dobrodružství jsou čím dál pochmurnější a vážnější, ale producenti Dungeons & Dragons: Čest zlodějů se vydali cestou Marvel Studios a najali komediální režiséry, aby natočili blockbuster [...].“ Barber poznamenal, že Goldstein a Daley zvolili „světlý, svižný loupežnický film“ místo „epické odysey“.
Christian Holub, pro Entertainment Weekly, zdůraznil, že adaptace hry Dungeons & Dragons se liší od adaptací „románů od J.R.R. Tolkiena nebo George R.R. Martina“, protože „cílem je zachytit zážitek, nikoli konkrétní příběh – a Dungeons & Dragons: Čest zlodějů se radostně trefuje do pocitu hraní fantasy postav s přáteli.“
Rafael Motamayor, pro Polygon, uvedl, že film působí jako „poslední herní sezení“ v letité Dungeons & Dragons kampani a že Čest zlodějů „výborně vystihuje různé nálady, které mohou hráči během kampaně zažít – od hororu přes komickou zábavu až po epickou high fantasy a napínavou loupež.“
Benjamin Lee pro The Guardian napsal, že „scénář odvádí solidní práci při zpřístupnění světa těm, kdo jej dosud neznají, i když Goldstein a Daley, kteří jej napsali spolu s Michaelem Giliem, jsou méně úspěšní v četných komediálních pokusech filmu. Je to škoda, protože herecké obsazení je zapálené a Pine s Rodriguezovou mají jiskřivou platonickou chemii, ale navzdory četným náběhům to prostě nikdy není tak vtipné, jak by mělo být.“
G. Allen Johnson z San Francisco Chronicle uvedl, že „Dungeons & Dragons: Čest zlodějů působí dojmem, jako by se Daley a Goldstein, kteří scénář napsali také spolu s Michaelem Giliem, zeptali ChatGPT, umělé inteligence vyvinuté OpenAI: ‚Napiš marvelovku, ale s postavami z Dungeons & Dragons.‘ A o pár vteřin později jim tohle vypadlo.“
Richard Lawson pro Vanity Fair rovněž upozornil, že film je strukturován jako sled úkolů, během nichž se postupně přidávají „noví parťáci“. Lawson napsal, že „film je nacpaný nejrůznější mytologií a žene se zběsilým tempem, které občas zakolísá kvůli přetížení, ale většinou se těsně před zhroucením do nesrozumitelného chaosu opět stabilizuje.“